# コブラツイスト

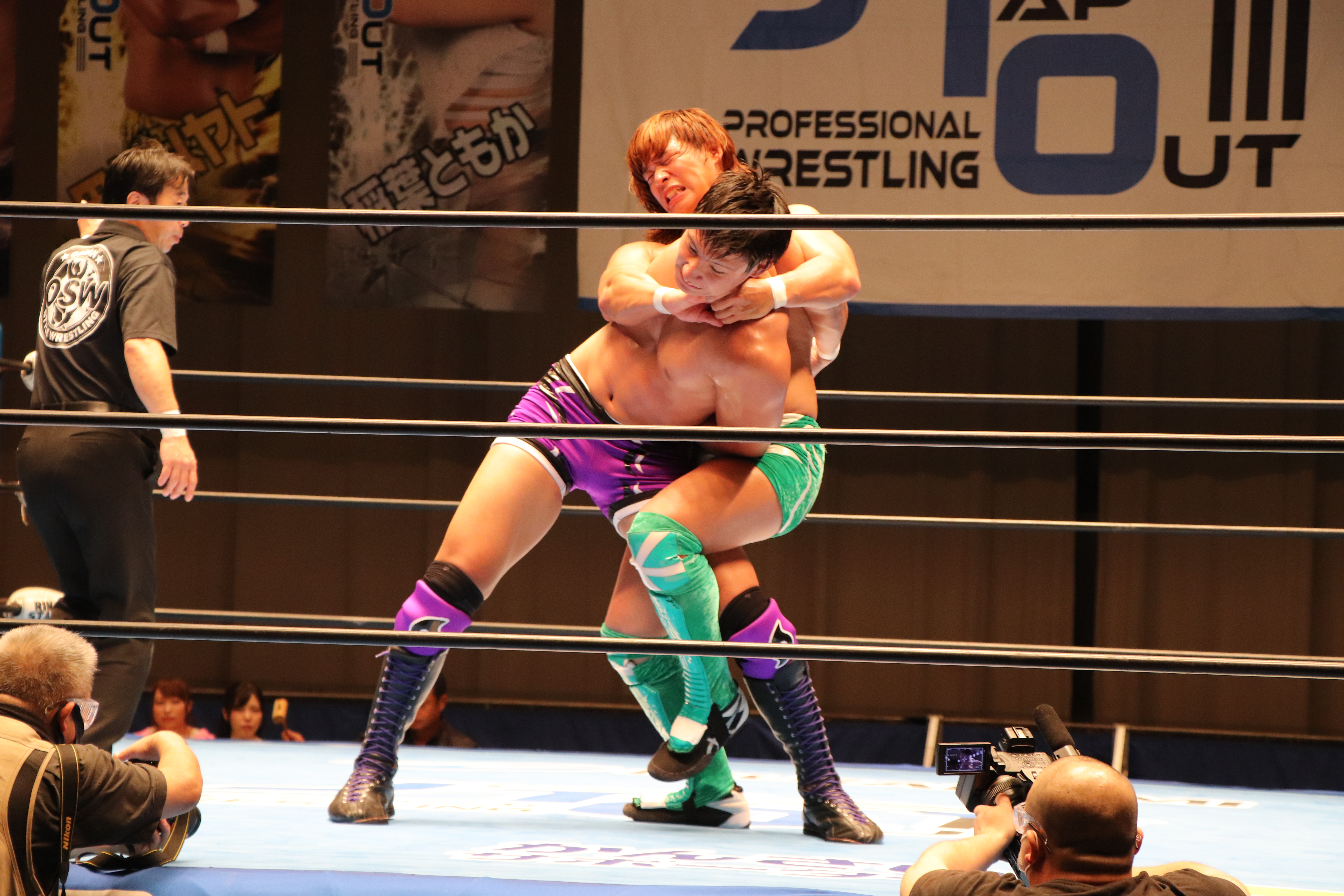
KANONによるコブラツイスト。

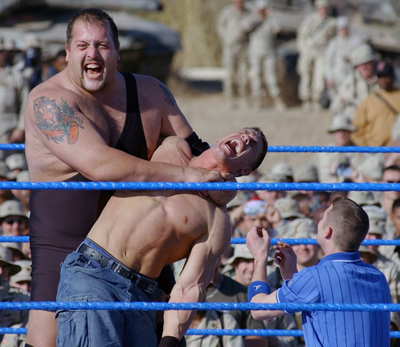
ビッグ・ショーによるコブラツイスト。

コブラツイスト（Cobra Twist）は、プロレス技の一種である。日本名はアバラ折り（アバラおり）。英語圏ではアブドミナル・ストレッチ（Abdominal Stretch）、グレイプヴァイン（Grapevine）と呼ばれている。メキシコではコブラツイストに類するプロレス技をティラブソン（Tirabuzón）と総称している。

## 概要
背後から相手の左足に自分の左足を絡める様にフックさせ、相手の右腕の下を経由して自分の左腕を首の後ろに巻きつけ、背筋を伸ばすように伸び上がる。可能な場合は、両手をクラッチするとさらに威力が増す。
創始者はベネズエラ出身レスラーのサイクロン・アナヤでアナヤズ・ストレッチの名称で使用していた。アナヤはルー・テーズからギブアップを奪った実績を持つ。屈指の使い手であるディック・ハットンが創始者という説もあるが、活動していたのはアナヤよりも後年である。ハットンもテーズからギブアップを奪った数少ないレスラーの1人である。また、日本人レスラーで最初に使用したのは吉原功とされる。
一時期のアントニオ猪木の代名詞的フィニッシュ・ホールドであり、「アントニオ猪木といえばコブラツイスト」ともされていた。のちにコブラツイストを多くのレスラーが使用した為、コブラツイストの派生技である卍固めを用いるようになった。特にライバルのジャイアント馬場が使用したことが大きな理由であるといわれる。
なお、この技は足の短い選手でも出来ない訳ではないものの、自身のYouTubeチャンネルの技の実証シリーズ内で獣神サンダー・ライガーが演出面で関わっているセニョール坂田（坂田栄治）の左足の前に自分の左足を置く（相手の左足を絡めない）形で検証した為「身体が固く手足の短い人間はコブラツイストや卍固めは向かない」と話している。

## 主な使用者
- アントニオ猪木
- ウィルバー・スナイダー
- エンリケ・トーレス
- 大矢剛功
- グレート草津
- 桜島なおき
- 志賀賢太郎
- ジャイアント馬場
- ジャンボ鶴田
- 鈴木秀樹
- 田上明
- ダニー・ホッジ
- ディック・ハットン
- 西村修
- ヒロ・マツダ
- 藤波辰爾
- 渕正信
- マイク・ロトンド - 主に「IRS」と名乗っていた頃に使用。右手でトップロープを掴んで引っ張り、その反動で相手を更に締め上げる反則技として用いていた。
- マッドドッグ・バション - 技を掛けながら右手で相手の右足を掴む「変形コブラツイスト」を使用[3]。
- マティ鈴木
- 矢郷良明 - 殺人コブラツイストの名称で使用。
- 吉原功
- 渡辺宏志

## 派生技

### 極技・押さえ込み技
拷問コブラツイスト
コブラツイストを極めつつ手で相手の頭部を押し下げダメージを増加させる技。全日本プロレスで波及した技でジャンボ鶴田、渕正信、田上明などが使用し、菊地毅などの小型レスラーをいたぶっていた。
リストクラッチ・コブラツイスト
別名は腕極め式アバラ折り、バンプハンドル・コブラツイスト。相手の片腕を相手の股間を通して、自分の手でその手首を掴む。その状態でコブラツイストを極める。このときロックしている相手の腕側が下となる。腕を極めているので、相手の下半身を足で固定しない。
アイアン・クロー式コブラツイスト
コブラツイストの体勢から相手の顔面を自身の右手でアイアン・クロー（ブレーン・クロー）で極める複合技。
グラウンド・コブラツイスト
別名は寝技式アバラ折り。両者がマット上に寝ている状態でコブラツイストをかける。通常のコブラツイストから、そのまま寝転んでかける場合も多い。バナナ・ストレッチやバナナ・スプレッド(バナナ裂き）と呼ばれることもある。
近代最高の使い手であるアントニオ猪木も、引退直前に「実際は寝て極めるもの」と明かし、また実際に引退試合ではこの技をフィニッシュ・ホールドとして使用している。また、「グラウンドならば総合格闘技でも有用な技」だということを鈴木みのる（パンクラスでのスパーリングで、ロッキングチェアホールドからグラウンドコブラツイストに移行してタップをとった）や桜庭和志がインタビューで話している。
ブラジリアン柔術やグラップリングにおいてはツイスターの名称で通っている。この技の著名な使い手として柔術家のエディ・ブラボーがいる。
グラウンド・コブラツイスト・ホールド
別名は寝技式アバラ折り固め。元々はボディ・プレスや地獄固めと呼ばれているアマチュアレスリングの技で、コブラツイストの原型となる技であった。上記と同じ形であるが、締め上げるのではなく、相手の両肩をマットに付けてピンフォールを奪う技である。主に走ってくる相手へのカウンターとして使用されることも多い。単にグラウンド・コブラツイストと呼ばれることも多いため、上記技と混同されやすい。代表的な使用者は藤波辰爾、西村修、志賀賢太郎、獣神サンダー・ライガーなど。
腕極め式グラウンド・コブラツイスト
MVPがTTB（Take To The Bank/テイク・トゥー・ザ・バンク）、ライアン・サコダがサコダ・クラッチの名称で得意とする。相手の片腕を自身の両足でロックする変形グラウンド・コブラツイスト。
卍固め
アントニオ猪木が得意としたコブラツイストが一般的に普及し、他のレスラーが使用し始めたことに起因し、コブラツイストを元に考案、得意技にした。別名はオクトパス・ホールド（蛸固め）。海外では猪木考案以前に古くからオクトパス・ホールドとして存在していたともいわれる。
ストレッチ・プラム
別名は顔面締め式アバラ折り。川田利明のオリジナル技。下半身はコブラツイストの形で腰から下を極めつつ、リバース式フェイスロックの形で顔面を片腋に、もう片腋には相手の片腕を抱え込んで締め上げる技。より威力を高めるために、体を左右の方向へ捻り上げる拷問式もある。正調式はスタンディングだが、バリエーションとして、片膝立ちの相手に自分も片膝立ちで仕掛ける、中腰式がある。さらなるバリエーションとして、尻餅をついた状態の相手に自らが立った状態から仕掛けるグラウンド式もある。川田は、2000年代以降はグラウンド式による拷問式を多用した。
かつてフットルースとして川田とタッグを組んだ経験のある冬木弘道が「冬木スペシャル」という同じ形の技を使用したが、本人曰く「小指の角度が違う」ので別の技と豪語した。ほかの使用者としては、クリス・ヒーローなど。
野武士固め
後藤洋央紀のオリジナル技。尻餅状態の相手にコブラツイストとヘッドロックの複合技の様な絞め技。尻餅をついた状態の相手の背後から、相手の左腕に自分の左足を引っかけ、右膝をついて相手の右脇に背中のほうから体を潜り込ませる。最後に相手の頭を抱え込んで、相手の頭、わき腹、肩を絞り上げる。

### 投げ技
ストレッチ・ボム
ケンタッキー・ボムとも呼ばれている。小橋建太が考案した技。リストクラッチ・コブラツイストで上方に担ぎ上げ、頭上まで持ち上げた時点で、相手の頭側のクラッチを外し、同時に自らはジャンプして足を前方に開脚。そのままジャンピング・パワーボムの態勢で相手を背面からマットへ叩き落とすと同時に、自らは開脚状態で尻餅着地。落下後はその状態のまま、エビ固めでピンフォールすることが多い。
ストレッチ・バスター
ストレッチ・ボムで落とす際、自分はジャンプせずに相手を投げパワーボムのように叩き落とす。
ストレッチ・スラム
リストクラッチ・コブラツイストの状態から持ち上げると同時に、ブロック・バスターのように後方に一気に投げ捨てる技。ビッグ・タイトンがエックス・トルネードという名称で得意とした。
ストレッチ・バックブリーカー
リストクラッチ・コブラツイストの状態から上方に持ち上げ、そのまま自らは片足立ちになると同時に、立てた片足の膝部分に相手の背中をシュミット式バックブリーカーのように叩き付ける技。2000年代以降、志賀賢太郎が試合中盤以降の痛め技として多用した。
バンプハンドル式ボディスラム
リストクラッチ・コブラツイストの状態から上方に持ち上げ、頭上に達したら相手の頭側のクラッチを外すと同時に反転させ、相手を逆さまにして空いた手で相手の頭部をクラッチ。そのままボディスラムで背中からマットへ叩き落とす。
ストレッチ・ドライバー
バンプハンドル・ボディスラムと同じ要領で担ぎ上げ、相手を落とすときにみちのくドライバーIIのようにジャンプして前方に開脚、開いた両足のあいだに相手を背中からマットに叩き落とし、自らはそのまま開脚尻餅で着地する。
メルト・ダウン
ブライアン・クラークが考案。バンプハンドル・ボディスラムと同じ要領で担ぎ上げ、相手を落とすときにオクラホマ・スタンピードのように自らの体を浴びせながら前方に倒れこみ、相手を背面から叩き落とす。